# والتر هاگن
والتر هاگن (انگلیسی: Walter Hagen؛ ۲۱ دسامبر ۱۸۹۲ – ۶ اکتبر ۱۹۶۹) یک گلف‌باز اهل ایالات متحده آمریکا بود.